# کارباخ (راینلاند-فالتس)
کارباخ (به آلمانی: Karbach) یک شهر در آلمان است که در راین-هونسروک واقع شده‌است. کارباخ ۵۵۱ نفر جمعیت دارد.